# Halbmarathonlauf-Länderkampf der Frauen 1982 Italien – BR Deutschland – Frankreich
| 15. Leichtathletik-Länderkampf mit bundesdeutscher Beteiligung 1982          | 15. Leichtathletik-Länderkampf mit bundesdeutscher Beteiligung 1982 |
| ---------------------------------------------------------------------------- | ------------------------------------------------------------------- |
|                                                                              |                                                                     |
| Halbmarathonlauf-Vergleich der Frauen: Italien – BR Deutschland – Frankreich |                                                                     |
| Austragungsort                                                               | Rieti                                                               |
| Wettbewerbe                                                                  | 1                                                                   |
| Datum                                                                        | 4. Juli                                                             |
| 1. ITA 2. FRA 3. FRG                                                         | Pzf. 16 Pzf. 26 Pzf. 42                                             |
| Chronik                                                                      |                                                                     |
| ← USA-FRG 10kampf (M)                                                        | FRG-GBR-NOR-SWE-USA00 Geher (M) →                                   |

Im fünfzehnten Vergleich des Länderkampfjahres 1982 kam es zu einer Premiere. Zum ersten Mal gab es ein Rennen über die Halbmarathon-Distanz. Am 4. Juli trafen sich die Läuferinnen aus Italien, der Bundesrepublik und Frankreich im italienischen Rieti.

## Modus
Jede Nation konnte maximal sechs Läuferinnen stellen, von denen die vier Besten über die Platzziffer gewertet wurden. Das bundesdeutsche Team wurde mit siebzehn Strafpunkten belegt, da für die eigentliche Wertung nur drei Teilnehmerinnen im Ziel waren.

## Ergebnis
In der Einzelwertung lag eine italienische Läuferin vorn und auch die weiteren Platzierungen der Italienerinnen waren mit den Rängen vier, fünf und sechs so gut, dass Italien diesen Länderkampf mit Platzziffer sechzehn gewann. Frankreich erreichte mit Platzziffer. 26 den zweiten Rang in der Länderkampfwertung. Mit den Plätzen drei, zehn und zwölf sowie den siebzehn Strafpunkten, die für das Nichterreichen des Ziels einer vierten Läuferin vergeben wurden, kam für das bundesdeutsche Team die Platzziffer. 42 zustande. Damit belegte die Bundesrepublik Deutschland den dritten und letzten Platz.

## Legende
Kurze Übersicht zur Bedeutung der Symbolik – so üblicherweise auch in sonstigen Veröffentlichungen verwendet:
| DNF | nicht im Ziel (did not finish) |

## Resultat

### 30-km-Straßenlauf
| Platz | Athlet              | Land | Zeit (h) |
| ----- | ------------------- | ---- | -------- |
| 01    | Rita Marchisio      | ITA  | 1:15:01  |
| 02    | Anik Lebreton       | FRA  | 1:15:25  |
| 03    | Heidi Hutterer      | FRG  | 1:15:33  |
| 04    | Laura Fogli         | ITA  | 1:15:34  |
| 05    | Alba Milana         | ITA  | 1:15:37  |
| 06    | Paola Moro          | ITA  | 1:18:01  |
| 07    | Maria Lelut         | FRA  | 1:18:38  |
| 08    | Chantal Navarro     | FRA  | 1:19:25  |
| 09    | Anne Marie Cienka   | FRA  | 1:19:48  |
| 10    | Gabriela Wolf       | FRG  | 1:20:12  |
| 11    | Martine Bouchonneau | FRA  | 1:20:45  |
| 12    | Bernadette Hudy     | FRG  | 1:23:24  |
| 13    | Sabine Ladurner     | ITA  | 1:28:57  |
| DNF   | Christine Seeman    | FRA  |          |
| DNF   | Silvana Cruciata    | ITA  |          |